# 櫻岡駿
櫻岡 駿 (さくらおか しゅん、1994年9月1日）は、日本の陸上競技選手。専門は長距離種目。栃木県大田原市出身。栃木県立那須拓陽高校、東洋大学経済学部卒業。NTN陸上競技部所属。

## 来歴・人物

### 中学・高校時代
- 中学時代から陸上で県トップレベルの実力を持っていた。
- 高校時代は5000m14分04秒という実力があったものの全国大会を経験していない。
- 高校2年時の栃木県高校駅伝3区では、インターハイ&国体5000m日本人トップの横手健を上回る驚異的な区間新をマーク（横手も区間2位ながら区間新）。都大路に大きく近づいたが、チームは最終7区で逆転を許し23秒差で都大路出場を逃した。その後の関東高校駅伝でも3区で区間賞を獲得し、チームは2位という好成績を収めた。
- 高校3年時の栃木県高校駅伝でも3区で区間賞を獲得したが、チームは3位に終わった。最後の高校駅伝となる関東高校駅伝では1区を担当。浅石祐史（作新学院高校）に1秒差で敗れたものの区間2位と快走し、チームを3位に導いた。

### 大学時代
- 東洋大学陸上競技部の同期には服部弾馬、口町亮がいる。
- 2年次の第46回全日本大学駅伝で学生駅伝デビュー（3区区間6位）。
- 第91回箱根駅伝では4区で区間4位とまずまずの走りを見せるも、前を行く工藤有生（駒澤大）、田村和希（青山学院大）が区間新記録を樹立したこともあり往路優勝争いから後退する（往路3位・総合3位）。
- 3年次は服部勇馬・弾馬兄弟、上村和生らと共にチームの主力の立場になった。
- 第27回出雲駅伝ではアンカーの6区を担当。3位でタスキを受けるもドミニク・ニャイロ（山梨学院大）に逆転を許し4位でフィニッシュ。
- 第47回全日本大学駅伝は4区（14km）を担当。東洋大は1区から3連続区間賞で独走状態を築いていたが、わずか5kmで久保田和真（青山学院大）に36秒差を追いつかれる。しかしその後は落ち着いた走りをみせ、12kmでスパート。久保田に8秒差をつけトップを守り、チームの全日本大学駅伝初優勝に貢献した。
- 第92回箱根駅伝では7区を担当し学生三大駅伝フル出場。区間2位と好走したが、先頭の小椋裕介（青山学院大）との差は広がり、チームは総合2位。
- 2016年2月の第60回熊日30キロロードレースでは、大学の先輩である設楽啓太と優勝争いを繰り広げる。最終的には設楽に競り負けたものの、1時間32分15秒で学生トップの5位と健闘した。
- 同年7月のホクレンディスタンスチャレンジでは10000mで28分22秒97の自己ベスト。2016年度内での現役日本人学生トップのタイムを記録した。
- 第28回出雲駅伝では1区を務めトップと14秒差の区間7位。
- 第48回全日本大学駅伝は2区を担当。1区の服部弾馬からトップでタスキを受けるも、区間11位と振るわず6位まで後退。チームも6位に終わる。
- 第93回箱根駅伝では4区を担当。区間4位の走りで4位から3位に浮上した。

### 実業団時代
- 入社初年度の2017年第57回中部実業団駅伝では1区を担当。海風をものともせず序盤から飛び出したが、終盤失速し区間6位に終わる。
- 2019年の第63回ニューイヤー駅伝では1区区間23位。

## 戦績・記録

### 主な戦績
| 年   | 大会                                 | 種目           | 順位           | 記録          | 備考                             |
| ---- | ------------------------------------ | -------------- | -------------- | ------------- | -------------------------------- |
| 2009 | 第62回栃木県中学駅伝競走大会         | 1区(3.7km)     | 区間4位        | 11分02秒      | 金田北4位(関東大会出場決定)      |
| 2009 | 第18回関東中学駅伝競走大会           | 1区(2.95km)    | 区間8位        | 9分56秒       | 金田北17位                       |
| 2009 | 第37回芭蕉の里くろばねマラソン大会   | 5km中学生男子  | 優勝           | 15分34秒      |                                  |
| 2011 | 第64回栃木県高校駅伝競走大会         | 3区(8.1075km)  | 区間賞(区間新) | 23分45秒      | 那須拓陽準優勝(都大路出場ならず) |
| 2011 | 第64回関東高校駅伝競走大会           | 3区(8.1075km)  | 区間賞         | 24分13秒      | 那須拓陽準優勝                   |
| 2012 | 第65回栃木県高校駅伝競走大会         | 3区(8.1075km)  | 区間賞         | 24分07秒      | 那須拓陽3位(都大路出場ならず)    |
| 2012 | 第65回関東高校駅伝競走大会           | 1区(10.0km)    | 区間2位        | 29分37秒      | 那須拓陽3位                      |
| 2014 | 上尾シティハーフマラソン             | ハーフマラソン | 9位            | 1時間02分53秒 | 自己ベスト                       |
| 2015 | 立川シティハーフマラソン             | ハーフマラソン | 48位           | 1時間03分48秒 |                                  |
| 2016 | 世田谷競技会                         | 5000m          | 15組17位       | 14分01秒58    | 自己ベスト                       |
| 2016 | 平国大長距離競技会                   | 10000m         | 3組3位         | 28分43秒20    |                                  |
| 2016 | 関東インカレ                         | ハーフマラソン | 11位           | 1時間06分59秒 |                                  |
| 2016 | ホクレン・ディスタンスチャレンジ網走 | 10000m         | 4組4位         | 28分22秒97    | 自己ベスト                       |

### 大学駅伝戦績
| 年               | 出雲駅伝                    | 全日本大学駅伝               | 箱根駅伝                         |
| ---------------- | --------------------------- | ---------------------------- | -------------------------------- |
| 1年生 (2013年度) | 第25回 不出場               | 第45回 不出場                | 第90回 不出場                    |
| 2年生 (2014年度) | 第26回 不出場               | 第46回 3区-区間6位 27分57秒  | 第91回 4区-区間4位 55分15秒      |
| 3年生 (2015年度) | 第27回 6区-区間4位 29分57秒 | 第47回 4区-区間5位 41分01秒  | 第92回 7区-区間2位 1時間03分46秒 |
| 4年生 (2016年度) | 第28回 1区-区間7位 23分37秒 | 第48回 2区-区間11位 39分14秒 | 第93回 4区-区間4位 1時間03分52秒 |

### 自己ベスト
| 種目           | 記録          | 年             | 大会                                   | 備考 |
| -------------- | ------------- | -------------- | -------------------------------------- | ---- |
| 5000m          | 13分57秒74    | 2018年10月20日 | 鞘ヶ谷記録会                           |      |
| 10000m         | 28分22秒97    | 2016年7月14日  | ホクレンディスタンスチャレンジ網走大会 |      |
| ハーフマラソン | 1時間02分44秒 | 2014年11月16日 | 上尾シティハーフマラソン               |      |
| 30km           | 1時間32分15秒 | 2016年2月16日  | 熊日30キロロードレース                 |      |
| マラソン       | 2時間18分46秒 | 2021年2月28日  | びわ湖毎日マラソン                     |      |